# Аклин, Гуидо
Гуидо Аклин (нем. Guido Acklin, 21 ноября 1969, Херцнах, Аргау) — швейцарский бобслеист, разгоняющий, выступавший за сборную Швейцарии в середине 1990-х — начале 2000-х годов. Участник трёх зимних Олимпийских игр, серебряный призёр Лиллехаммера, чемпион Европы и мира.

## Биография
Гуидо Аклин родился 21 ноября 1969 года в городе Херцнах, кантон Аргау. Выступать в бобслее на профессиональном уровне начал в середине 1990-х годов и сразу показал неплохие результаты, вследствие чего попал в качестве разгоняющего в национальную команду Швейцарии. Благодаря череде удачных выступлений в 1994 году был приглашён защищать честь страны на Олимпийские игры в Лиллехаммер, где вместе с пилотом Рето Гётши завоевал серебро в программе мужских двоек. В сезоне 1994/1995 поднялся до второй позиции в общем зачёте Кубка мира. Кроме того, одержал в этот период две победы на европейском первенстве, став двукратным чемпионом Европы среди двоек.
В 1996 году Аклин взял бронзу на чемпионате мира в Калгари, в то время как следующий год получился одним из самых удачных для спортсмена: он завоевал золотую медаль на чемпионате мира в Санкт-Морице и удостоился звания чемпиона Европы среди четырёхместных экипажей. Ездил вместе с Гётши на Игры 1998 года в Нагано, на церемонии открытия нёс знамя Швейцарии. Команда ставила перед собой самые высокие цели, но в итоге их двойка финишировала лишь шестой. Однако в сезоне 1998/1999 он повторил своё достижение на Кубке мира, после всех заездов вновь занял второе место.
Так как к 2002 году Гётши уже покинул сборную, на Олимпийские игры в Солт-Лейк-Сити Аклин отправился в составе команды пилота Кристиана Райха. Их четвёрка, тем не менее, не смогла занять призовые места, очутившись на шестой позиции. Из-за высокой конкуренции в команде вскоре Гуидо Аклин принял решение завершить карьеру профессионального спортсмена, уступив место молодым швейцарским бобслеистам.
Приходится родным братом не менее известному бобслеисту, двукратному олимпийскому чемпиону Донату Аклину.